# Rayón (Sonora)
Rayón es un pequeño de 1,496 (2020) habitantes, también es municipio, en el centro del estado mexicano de Sonora, a una distancia de 110 km de la capital del estado, Hermosillo.

## Historia
Rayón fue fundada en 1638, por el Jesuita misionero Pedro Pantoja, quien le dio el nombre de Nuestra Señora del Rosario de Nacameri; la zona había sido habitada por las personas pima pima bajos. En 1825 el nombre fue cambiado a Rayón para honrar al general Ignacio López Rayón. En 1850 se le dio la categoría de villa y en la mitad del siglo XIX fue un municipio perteneciente al distrito de Ures. Una fecha importante es el comienzo de la construcción de la iglesia que todavía está en uso hoy en día.

## Geografía
Rayón se encuentra a más de 550 m s. n. m. y cuenta con un clima seco, caluroso entre junio y agosto, y frío entre diciembre y febrero. La demarcación municipal es atravesada por el Río San Miguel que va de norte a sur y viene de San Miguel de Horcasitas.
A continuación se muestra una tabla con las normales climatológicas de la localidad, registradas por el SMN en el período 1951-2010.
| Parámetros climáticos promedio de Rayón, Sonora (1951-2010)                      | Parámetros climáticos promedio de Rayón, Sonora (1951-2010) | Parámetros climáticos promedio de Rayón, Sonora (1951-2010) | Parámetros climáticos promedio de Rayón, Sonora (1951-2010) | Parámetros climáticos promedio de Rayón, Sonora (1951-2010) | Parámetros climáticos promedio de Rayón, Sonora (1951-2010) | Parámetros climáticos promedio de Rayón, Sonora (1951-2010) | Parámetros climáticos promedio de Rayón, Sonora (1951-2010) | Parámetros climáticos promedio de Rayón, Sonora (1951-2010) | Parámetros climáticos promedio de Rayón, Sonora (1951-2010) | Parámetros climáticos promedio de Rayón, Sonora (1951-2010) | Parámetros climáticos promedio de Rayón, Sonora (1951-2010) | Parámetros climáticos promedio de Rayón, Sonora (1951-2010) | Parámetros climáticos promedio de Rayón, Sonora (1951-2010) |
| Mes                                                                              | Ene.                                                        | Feb.                                                        | Mar.                                                        | Abr.                                                        | May.                                                        | Jun.                                                        | Jul.                                                        | Ago.                                                        | Sep.                                                        | Oct.                                                        | Nov.                                                        | Dic.                                                        | Anual                                                       |
| -------------------------------------------------------------------------------- | ----------------------------------------------------------- | ----------------------------------------------------------- | ----------------------------------------------------------- | ----------------------------------------------------------- | ----------------------------------------------------------- | ----------------------------------------------------------- | ----------------------------------------------------------- | ----------------------------------------------------------- | ----------------------------------------------------------- | ----------------------------------------------------------- | ----------------------------------------------------------- | ----------------------------------------------------------- | ----------------------------------------------------------- |
| Temp. máx. abs. (°C)                                                             | 35.0                                                        | 37.0                                                        | 39.0                                                        | 42.0                                                        | 44.0                                                        | 47.0                                                        | 47.0                                                        | 46.0                                                        | 44.0                                                        | 41.5                                                        | 42.0                                                        | 38.0                                                        | 47.0                                                        |
| Temp. máx. media (°C)                                                            | 23.1                                                        | 24.3                                                        | 26.9                                                        | 30.4                                                        | 34.3                                                        | 38.6                                                        | 36.8                                                        | 35.7                                                        | 35.0                                                        | 31.9                                                        | 27.3                                                        | 23.2                                                        | 30.6                                                        |
| Temp. media (°C)                                                                 | 13.8                                                        | 14.8                                                        | 16.7                                                        | 19.4                                                        | 23.2                                                        | 28.2                                                        | 29.5                                                        | 28.7                                                        | 27.2                                                        | 22.5                                                        | 17.5                                                        | 13.9                                                        | 21.3                                                        |
| Temp. mín. media (°C)                                                            | 4.5                                                         | 5.2                                                         | 6.5                                                         | 8.3                                                         | 12.0                                                        | 17.9                                                        | 22.2                                                        | 21.7                                                        | 19.3                                                        | 13.1                                                        | 7.7                                                         | 4.5                                                         | 11.9                                                        |
| Temp. mín. abs. (°C)                                                             | -4.0                                                        | -4.0                                                        | 0.0                                                         | 1.0                                                         | 3.5                                                         | 8.0                                                         | 12.5                                                        | 12.5                                                        | 9.0                                                         | 1.0                                                         | -4.0                                                        | -3.0                                                        | -4.0                                                        |
| Precipitación total (mm)                                                         | 27.0                                                        | 25.6                                                        | 10.9                                                        | 4.8                                                         | 2.2                                                         | 15.8                                                        | 152.3                                                       | 123.8                                                       | 62.3                                                        | 32.8                                                        | 20.7                                                        | 33.9                                                        | 512.1                                                       |
| Días de precipitaciones (≥ 0.1 mm)                                               | 2.9                                                         | 2.5                                                         | 1.5                                                         | 0.7                                                         | 0.4                                                         | 1.5                                                         | 10.5                                                        | 9.1                                                         | 4.9                                                         | 2.4                                                         | 1.7                                                         | 2.6                                                         | 40.7                                                        |
| Fuente: Servicio Meteorológico Nacional. Actualizado el 21 de noviembre de 2016. |                                                             |                                                             |                                                             |                                                             |                                                             |                                                             |                                                             |                                                             |                                                             |                                                             |                                                             |                                                             |                                                             |

## Superficie y población
La población de la cabecera municipal era 1.273 en el 2000. Está situado a una altitud de 618 m s. n. m.

## Transporte
Hay conexiones viales con Ures (41 km), Carbó (48 km), y Opodepe (26 km).

## Salud y educación
Hubo 7 escuelas y un médico en el año 2000. Cuentan con equipo de Beisbol "Los Broncos" y un estadio Estadio Alberto "Pelón" Moreno para jugar, y participan en la Liga del Río Sonora. 

## Actividad económica
La principal actividad económica es la ganadería. En 2000, el censo registró más de 18.000 cabezas de ganado.

## Relaciones internacionales
Ninguna

### Hermanamiento
La ciudad de Rayón está hermanada con 3 ciudades alrededor del mundo:
| - Sonora San Felipe de Jesús (2006) - Sonora Huepac (2006) - Sonora Banámichi (2006) |